# Jarzysław (powiat gryficki)
Jarzysław – osada w Polsce położona w województwie zachodniopomorskim, w powiecie gryfickim, w gminie Płoty.
W latach 1975–1998 miejscowość należała administracyjnie do województwa szczecińskiego.
W 2002 roku osada liczyła 4 mieszkalnych budynków, w nich 8 mieszkań ogółem, z nich 8 zamieszkane stale. Z 8 mieszkań zamieszkanych wszystkie wybudowany między 1945 a 1970 rokiem.
Od 45 osób 18 było w wieku przedprodukcyjnym, 24 – w wieku produkcyjnym mobilnym, 2 – w wieku produkcyjnym niemobilnym, 1 – w wieku poprodukcyjnym. Od 31 osób w wieku 13 lat i więcej 3 mieli wykształcenie średnie, 5 – zasadnicze zawodowe, 22 – podstawowe ukończone i 1 – podstawowe nieukończone lub bez wykształcenia.

## Ludność[2]
W 2011 roku w osadzie żyło 42 osób, z nich 19 mężczyzn i 23 kobiet; 12 było w wieku przedprodukcyjnym, 22 – w wieku produkcyjnym mobilnym, 7 – w wieku produkcyjnym niemobilnym, 1 – w wieku poprodukcyjnym.